# Wiktor Matwijenko
Wiktor Antonowycz Matwijenko (ukr. Віктор Антонович Матвієнко, ros. Виктор Антонович Матвиенко, Wiktor Antonowicz Matwijenko; ur. 9 listopada 1948 w Zaporożu, ZSRR, obecnie Ukraina, zm. 29 listopada 2018 w Kijowie) – ukraiński piłkarz, grający na pozycji obrońcy, reprezentant Związku Radzieckiego, olimpijczyk, trener piłkarski.

## Kariera piłkarska

### Kariera klubowa
Wychowanek drużyny Metałurh Zaporoże. Już jako 18 latek występował w podstawowym składzie zespołu. W latach 1968–1969 „odbywał służbę wojskową” w klubie SK Odessa. W 1970 powrócił do macierzystego zespołu. W 1970 przeszedł do Dynama Kijów. Z nim też odnosił największe sukcesy: Mistrzostwo ZSRR w 1971, 1974, 1975 i 1977, krajowy puchar w 1974, Puchar Zdobywców Pucharów w sezonie 1974/1975 oraz Superpuchar Europy w 1975. W 1978 kończył karierę w klubie Dnipro Dniepropetrowsk.

### Kariera reprezentacyjna
W latach 1971–1978 wystąpił w 21 meczu radzieckiej reprezentacji. Zdobył brązowy medal Igrzysk Olimpijskich w 1976 w Montrealu. Grał na mistrzostwach Europy w 1972, na których radziecka drużyna zajęła drugie miejsce.

## Kariera trenerska
Po zakończeniu kariery zawodniczej był najpierw w 1979 asystentem trenera, a potem głównym trenerem Awanharda Równe. W latach 1991–1992 jako trener w polskim klubie Orlęta Łuków. W latach 1993–2002 był trenerem takich klubów jak Podilla Chmielnicki, Torpedo Zaporoże, Bukowyna Czerniowce, Tiligul-Tiras Tyraspol, Doʻstlik Yangibozor i Stal Ałczewsk.
29 listopada 2018 zmarł w wieku 70 lat.

## Sukcesy i odznaczenia

### Odznaczenia
- tytuł Mistrza Sportu ZSRR: 1971
- tytuł Mistrza Sportu Kategorii Międzynarodowej: 1975
- tytuł Zasłużonego Mistrza Sportu ZSRR: 1975
- Order „Za Zasługi” III klasy: 2004[3]
- Order „Za Zasługi” II klasy: 2015